# توماس هاربر إينس
توماس هاربر إينس (بالإنجليزية: Thomas H. Ince)‏ (16 نوفمبر 1880 - 19 نوفمبر 1924) منتج أمريكي للأفلام الصامتة ومخرجًا وكاتب سينمائي وممثلًا. عرفت إينس باسم «والد الغرب» وكانت مسؤولة عن إنتاج أكثر من 800 فيلم. لقد أحدث ثورة في صناعة الأفلام السينمائية من خلال إنشاء أول منشأة كبرى لاستوديوهات هوليوود واختراع إنتاج الأفلام من خلال تقديم نظام «خط التجميع» لصناعة الأفلام. كان أول قطب يبني استوديو أفلامه الخاص الذي يطلق عليه «إينسيفيل» في باليساديس هايلاندز. كان لإينس دورًا أساسيًا في تطوير دور المنتج في الصور المتحركة. تم اختيار اثنين من أفلامه، الإيطالية (1915)، التي كتبها سيناريو، والحضارة (1916)، التي أخرجها، للحفاظ عليها من قبل السجل الوطني للأفلام. دخل بعد ذلك في شراكة مع ديفيد غريفيث وماك سينيت لتشكيل شركة مثلث للصور للمتحركة، التي تعد استوديوهاتها موقع استوديو صور سوني الحالي. ثم بنى استوديوًا جديدًا على بعد حوالي ميل من Triangle ، والذي أصبح الآن موقع Culver Studios. تسبب موت إينسي في أوج حياته المهنية، بعد أن أصيب بمرض شديد على متن اليخت الخاص برجل الأعمال وليام راندولف هيرست، في تكهنات كثيرة، على الرغم من أن السبب الرسمي لوفاته كان قصور القلب.

## روابط خارجية
- توماس هاربر إينس على موقع IMDb (الإنجليزية)
- توماس هاربر إينس على موقع الموسوعة البريطانية (الإنجليزية)
- توماس هاربر إينس على موقع ألو سيني (الفرنسية)
- توماس هاربر إينس على موقع أول موفي (الإنجليزية)
- توماس هاربر إينس على موقع قاعدة بيانات برودواي على الإنترنت (الإنجليزية)
- توماس هاربر إينس على موقع قاعدة بيانات برودواي على الإنترنت (الإنجليزية)
- توماس هاربر إينس على موقع قاعدة بيانات الأفلام السويدية (السويدية)
- توماس هاربر إينس على موقع قاعدة بيانات الفيلم (الإنجليزية)
- توماس هاربر إينس على موقع كينوبويسك (الروسية)